# Proceratophrys
Proceratophrys is een geslacht van kikkers uit de familie Odontophrynidae. De groep werd voor het eerst wetenschappelijk beschreven door Alípio de Miranda Ribeiro in 1920. De groep werd lange tijd tot de Ceratophryidae gerekend.
Er zijn 40soorten, inclusief een soort die pas in 2014 voor het eerst werd beschreven en zeven soorten die sinds 2013 bekend zijn. In veel literatuur wordt daardor een lager soortenaantal gebruikt. Alle soorten komen voor in delen van Zuid-Amerika en leven in de landen Argentinië, Brazilië en Paraguay.

## Taxonomie
Geslacht Proceratophrys
- Soort Proceratophrys appendiculata
- Soort Proceratophrys aridus
- Soort Proceratophrys avelinoi
- Soort Proceratophrys bagnoi
- Soort Proceratophrys belzebul
- Soort Proceratophrys bigibbosa
- Soort Proceratophrys boiei
- Soort Proceratophrys branti
- Soort Proceratophrys brauni
- Soort Proceratophrys caramaschii
- Soort Proceratophrys carranca
- Soort Proceratophrys concavitympanum
- Soort Proceratophrys cristiceps
- Soort Proceratophrys cururu
- Soort Proceratophrys dibernardoi
- Soort Proceratophrys gladius
- Soort Proceratophrys goyana
- Soort Proceratophrys huntingtoni
- Soort Proceratophrys itamari
- Soort Proceratophrys izecksohni
- Soort Proceratophrys laticeps
- Soort Proceratophrys mantiqueira
- Soort Proceratophrys melanopogon
- Soort Proceratophrys minuta
- Soort Proceratophrys moehringi
- Soort Proceratophrys moratoi
- Soort Proceratophrys palustris
- Soort Proceratophrys paviotii
- Soort Proceratophrys phyllostomus
- Soort Proceratophrys pombali
- Soort Proceratophrys redacta
- Soort Proceratophrys renalis
- Soort Proceratophrys rondonae
- Soort Proceratophrys rotundipalpebra
- Soort Proceratophrys sanctaritae
- Soort Proceratophrys schirchi
- Soort Proceratophrys strussmannae
- Soort Proceratophrys subguttata
- Soort Proceratophrys tupinamba
- Soort Proceratophrys vielliardi

Macrogenioglottus · 
Odontophrynus · 
Proceratophrys